# 千禧酒店
千禧酒店是一家总部位于新加坡和伦敦的酒店管理集团。该企業的历史可以追溯到20世纪70年代初，当时新加坡亿万富翁郭令明開辦了千禧酒店的前身国王酒店（ King's Hotel ）。 该公司一度在伦敦证券交易所上市的公司，并且曾經是富時250指數成分股。2019年9月，該企業被城市發展收购。